# رود شاپور
رود شاپور در کازرون استان فارس از چشمه رنجان سرچشمه گرفته و در تنگ چوگان به چشمه ساسان متصل شده سپس با اضافه شدن رود شکستیان به سمت استان بوشهر جریان می‌یابد. رودخانه شاپور در استان بوشهر و در جنوب شرقی شهر سعدآباد به رود دالکی می‌پیوندد و با نام رود حله به خلیج فارس می‌ریزد.
رودخانه شاپور در منطقه کازرون اهمیت زیادی دارد و می‌توان گفت که اقتصاد کشاورزی و تأمین آب منطقه به این رودخانه بستگی دارد.

## تنوع آبزیان آب‌های شور و شیرین در رود شاپور
رودخانه شاپور به عنوان یکی از متنوع‌ترین زیستگاه‌های آبزیان آب‌های شور و شیرین نظیر انواع ماهی، لاک پشت، خرچنگ و… منبعی مطمئن در تأمین مواد پروتئینی ساکنان منطقه بوده‌است.
علاوه بر آن رودخانه برای تمامی روستاهای منطقه همواره محل شستشوی اسباب و لوازم منزل، استحمام و در گذشته‌های دورتر پاسخگوی نیاز آبی آشامیدنی بوده‌است.
رودخانه شاپور با جریان آرام و گاه خروشان خود همواره به عنوان یکی از زیباترین و دل انگیزترین موهبت‌های طبیعی در منطقهٔ خشک و سوزان جنوب کشورهر ساله پذیرای هزاران گردشگر از مناطق مختلف استان و کشور در فصول مختلف بوده‌است، گردشگرانی که ضمن بازدید از این رودخانه با شنا، تماشای منظرهٔ زیبای اطراف رودخانه، ماهیگیری و… اوقات فراغت خود را سپری می‌کردند.

## استفاده تاریخی از رودخانه شاپور برای شنا در هشت ماه گرم سال
به علت واقع شدن رودخانه در یکی از گرم‌ترین مناطق جغرافیایی کشور، ساکنان منطقه بیش از هشت ماه از سال در رودخانه به استحمام، شنا، شتسشوی فرش و ظروف و… می‌پرداختند. این بهره‌وری رودخانه را به محلی برای تبادل افکار، نظرات و اطلاع از اخبار و رویدادهای مختلف اجتماعی می‌کرد.
زمین‌های حاشیه رودخانه که در فصل پرآبی از آب اشباع می‌شدند پس از عقب‌نشینی آب به کشتزارهایی از صیفی جات (هندوانه، خربزه و…) تبدیل می‌شدند در برخی روستاها نظیر بصری، مکابری، چم تنگ و کره بند زراعت گندم و جو نیز صورت می‌پذیرفت.
در صورت فقدان هر نوع کشت انتخابی، این زمین‌ها به صورت علفزارهای انبوه به صورت اجاره به دامداران منطقه واگذار می‌شد، (این زمین‌ها در منطقه با عنوان چم شناخته می‌شوند).